# Polygala acicularis
Polygala acicularis är en jungfrulinsväxtart som beskrevs av Oliver. Polygala acicularis ingår i släktet jungfrulinssläktet, och familjen jungfrulinsväxter. Inga underarter finns listade i Catalogue of Life.